# Iglesia de la Visitación
La Iglesia de la Visitación es un santuario católico situado en el barrio de Ein Karem, en Jerusalén. La iglesia está ubicada en una ladera rocosa rodeada de cipreses. La iglesia honra la visita que según el Nuevo Testamento hizo María, la madre de Jesús, a Isabel, la madre de Juan el Bautista (Lucas 1:39-56).
Tradicionalmente se considera que fue en este sitio donde María recitó su canto de alabanza, el Magnificat, uno de los himnos más antiguos de la cristiandad. La iglesia está bellamente adornada y en el jardín interior, en placas de cerámica, se transcribe el Magnificat en más de 50 idiomas.
Hoy, la Iglesia de la Visitación forma parte de la Custodia de Tierra Santa (Custodia Terraæ Santæ), una subprovincia de la orden franciscana administrada por la Orden de los Frailes Menores, encargada de la animación de la liturgia, la recepción de los peregrinos provenientes de todas partes del mundo, la asistencia en el sostenimiento de las estructuras, y la investigación arqueológica.

## Las iglesias de Ain Karem
La tradición cristiana atribuye la primera construcción edilicia de la actual Iglesia de la Visitación a Helena de Constantinopla, madre de Constantino el Grande, hacia principios del siglo IV. En el siglo V fue edificada en Ain Karem la «Iglesia de San Juan Bautista», sobre la cueva que se supone fue la casa de Zacarías, donde Juan el Bautista nació. Destruida y reconstruida en varias ocasiones, la Iglesia de San Juan Bautista tomó su fisonomía definitiva a partir de 1885. Sin embargo, comparados los orígenes de ambas iglesias, la Iglesia de la Visitación sería la más antigua.

## Fachada de la «Iglesia de la Visitación»

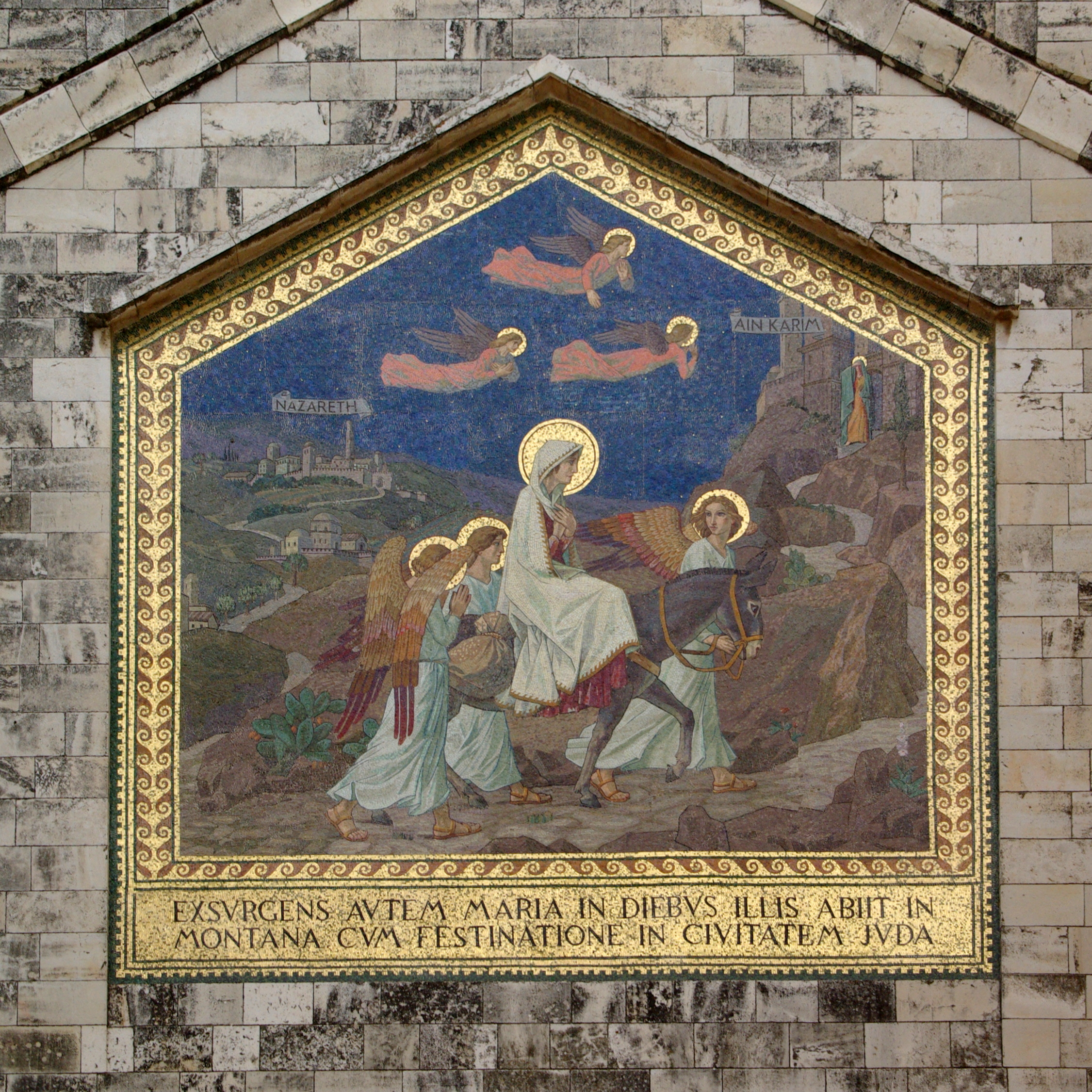
Mosaico en la fachada de la «Iglesia de la Visitación», que representa la visita de María, madre de Jesús, a su prima Isabel.

Una gran puerta sustituye a la apertura original del siglo XII. Es una hermosa obra de hierro forjado, coronada en medio por dos estatuillas que representan a Isabel y Zacarías. La fachada de la Iglesia de la Visitación está decorada con un valioso mosaico que muestra a María, madre de Jesús acompañada por ángeles en su camino de Nazaret a Ein Karem, para visitar a su pariente Isabel, esposa de Zacarías, sacerdote del templo. En el mosaico, además de María en primer plano, se pueden observar los letreros que marcan el lugar de salida (Nazaret) y de destino (Ein Karem), donde la aguarda Isabel. Al pie, en el marco dorado, se lee el texto en latín de un versículo del Evangelio de Lucas:

En aquellos días, se levantó María y se fue con prontitud a la montaña, a una ciudad de Judá.
Evangelio de Lucas 1:39

El gran mosaico, que rompe la monotonía de la piedra blanca con sus colores, fue diseñado por B. Biagetti y ejecutado en los estudios del Vaticano.

## Santuario de dos plantas
Desde el porche se puede entrar en la cripta o planta inferior o, mediante la adopción de la escalera a la izquierda, se puede alcanzar la planta superior.

### La planta inferior

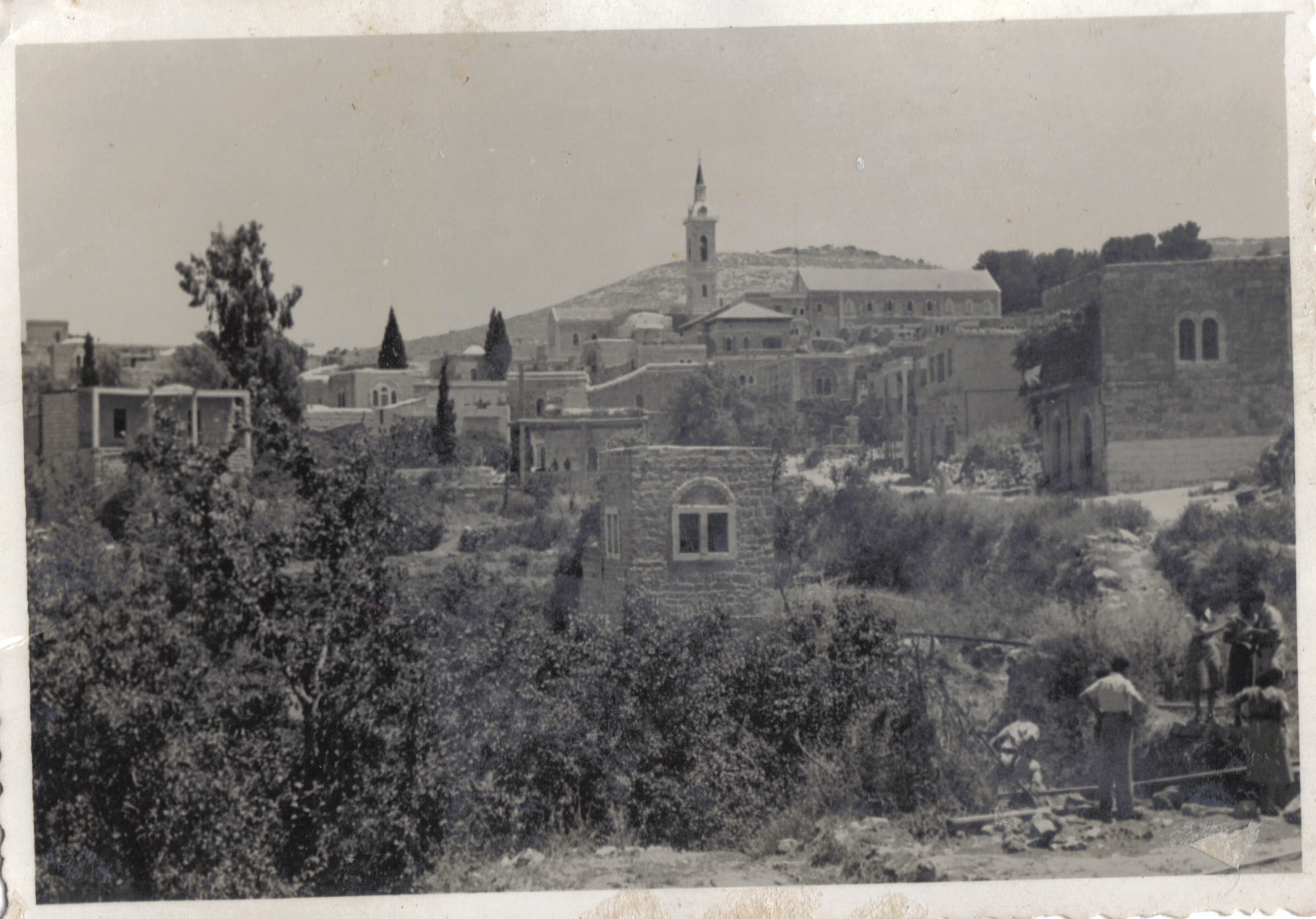
Vista de Ain Karem en mayo de 1949

La Iglesia de la Visitación es un santuario construido en dos plantas, superior e inferior, unidas ambas por una escalera estrecha tallada en el muro, como era de uso en las edificaciones cruzadas.
La planta inferior fue originalmente una capilla de la época bizantina sobre la que los cruzados habían construido una segunda iglesia. Se la identificó con la iglesia de la abadía de San Juan en el Bosque, que los cistercienses establecieron en 1169. Posteriormente se convirtió en un monasterio armenio, pero en 1480 el teólogo dominico Félix Fabri solo vio altares rotos y bóvedas en ruinas.
Con la destrucción de la iglesia cruzada, la capilla bizantina fue abandonada y en el siglo XVI se convirtió en la residencia privada de una familia árabe, hasta que fue rescatada por los franciscanos. En efecto, los franciscanos adquirieron el edificio en 1679, pasando a formar parte de la Custodia de Tierra Santa. El santuario fue restaurado en más de una ocasión. La iglesia de dos niveles fue completamente reconstruida en 1946.
La cripta de la iglesia inferior, dedicada a la memoria de santa Isabel, está decorada con escenas del Evangelio, entre las que se destacan el encuentro con María, y la matanza de los inocentes. Esta última es una representación de un relato apócrifo acerca de la huida de Isabel y de Juan el Bautista cuando era un niño, para escapar de la furia homicida de Herodes I el Grande, el responsable, según el Evangelio de Mateo, de la muerte de los niños inocentes:

Entonces Herodes (...) se enfureció terriblemente y envió a matar a todos los niños de Belén y de toda su comarca, de dos años para abajo, según el tiempo que había precisado por los magos. Entonces se cumplió el oráculo del profeta Jeremías: Un clamor se ha oído en Ramá, mucho llanto y lamento: es Raquel que llora a sus hijos, y no quiere consolarse, porque ya no existen.
Evangelio de Mateo 2,16-18

Al reconstruirse la iglesia en su forma definitiva, se cuidó de incorporar todos los elementos medievales y bizantinos que salieron a la luz durante las excavaciones, entre los que se destaca una cisterna.

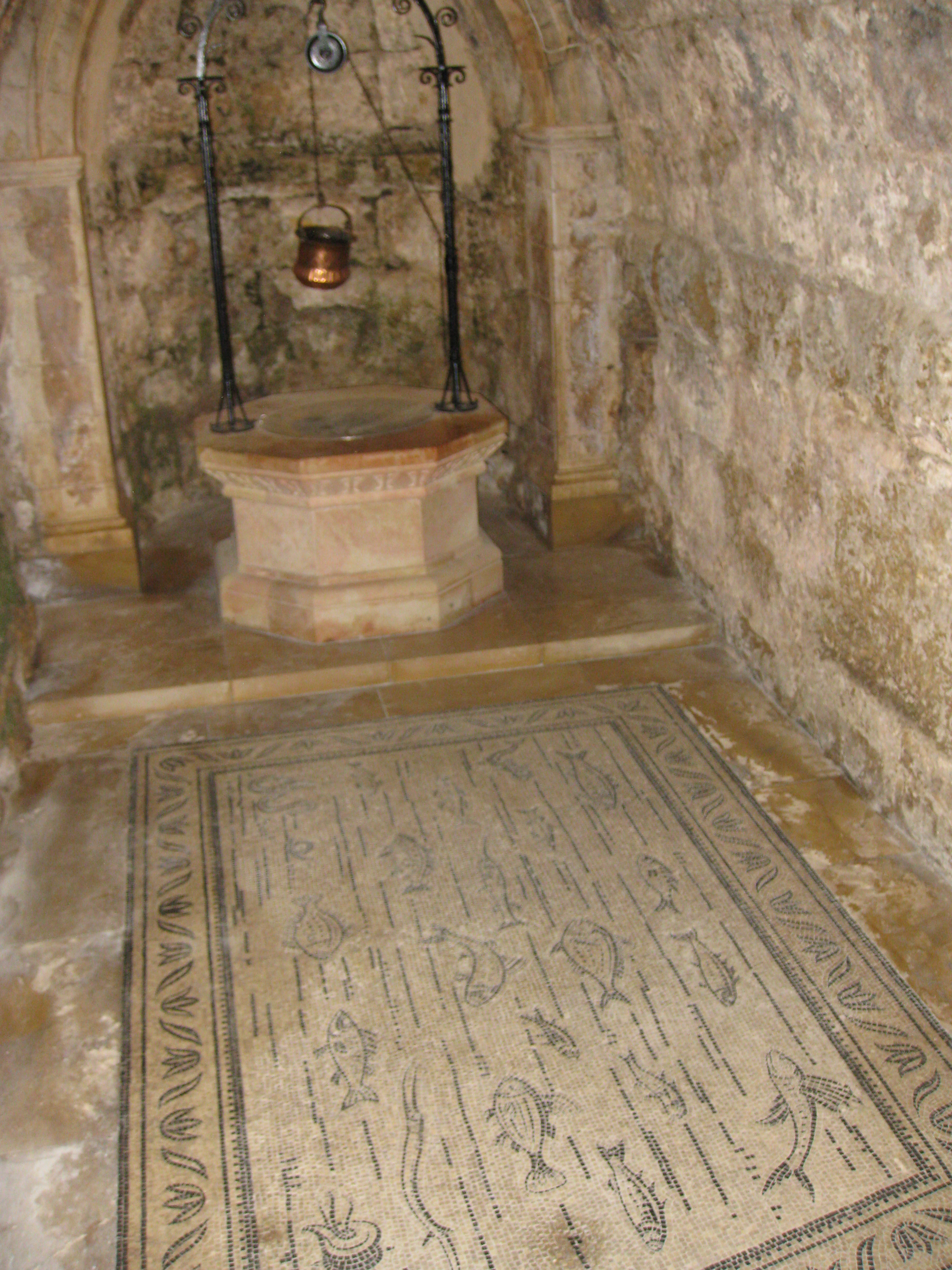
Cisterna antigua en la planta inferior de la Iglesia de la Visitación

En la cripta medieval, existe un pasaje abovedado que corre hasta un ábside y que encierra un pozo asociado con un tubo de desagüe de fines del período romano o del período bizantino, unos 70–90 cm por debajo del piso medieval. Este pasaje conmemora la hendidura en la roca por la que Isabel habría escapado con su hijo de la persecución de Herodes. Asimismo, también fue excavada y preservada en la Iglesia inferior una cisterna antigua, de la cual –siguiendo un relato del peregrino ruso Daniel de principios del siglo XII– se dice que Zacarías e Isabel se abastecían.

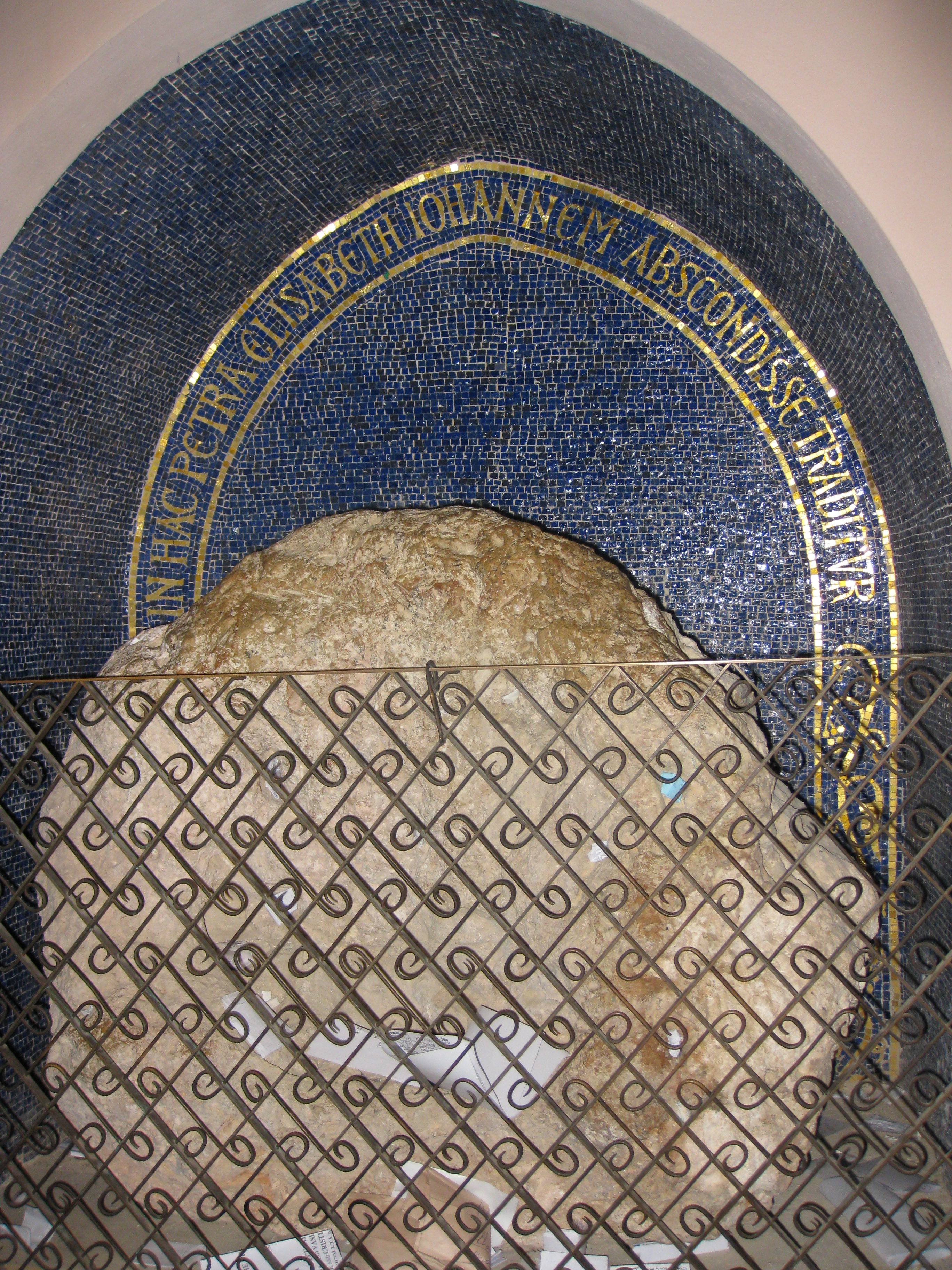
«Roca del Ocultamiento» en la Iglesia de la Visitación. Esta pieza se asocia con la ocultación de Isabel y de Juan el Bautista niño, para escapar de la persecución de Herodes I el Grande.

A la derecha del pasaje se encuentra la llamada «Roca del Ocultamiento».
Esa roca se asocia con la ocultación de Juan el Bautista por parte de su madre Isabel. Un relato apócrifo señala que, para escapar de la masacre ordenada por Herodes el Grande a fin de eliminar a Jesús de Nazaret, Juan el Bautista –también niño– fue escondido allí. Este episodio aparece narrado por el Protoevangelio de Santiago (siglo II):

Isabel, noticiosa de que se buscaba a Juan, lo agarró, ganó la montaña, miró en torno suyo, para ver dónde podría ocultarlo, y no encontró lugar de refugio. Y, gimiendo, clamó a gran voz: «Montaña de Dios, recibe a una madre con su hijo.» Porque le era imposible subir a ella. Pero la montaña se abrió, y la recibió. Y había allí una gran luz, que los esclarecía, y un ángel del Señor estaba con ellos, y los guardaba.
Protoevangelio de Santiago 27:3; En: Edmundo González Blanco, Los Evangelios Apócrifos

### La planta superior

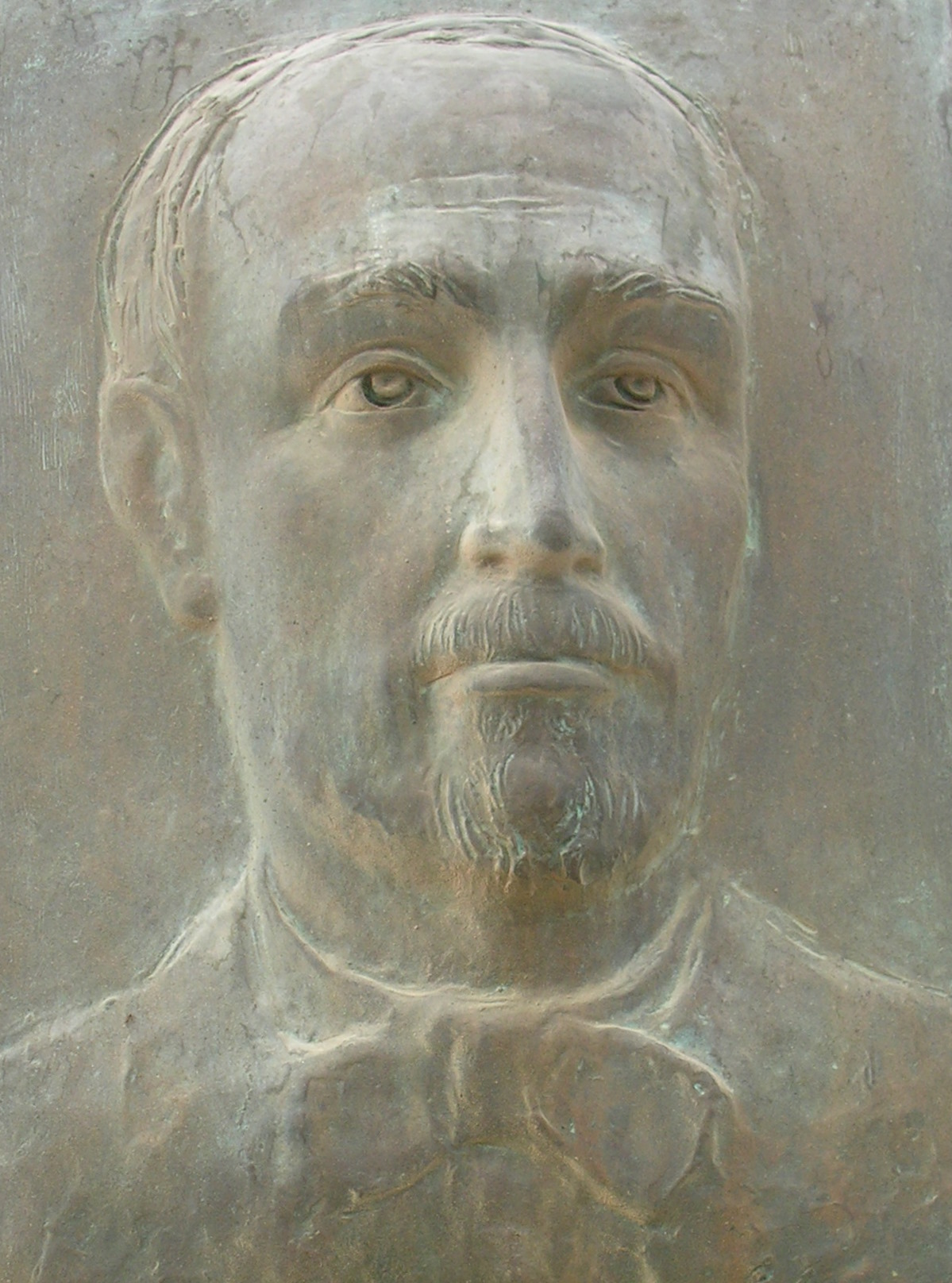
El arquitecto Antonio Barluzzi

En 1938 los franciscanos comenzaron la edificación la planta alta bajo la dirección del arquitecto Antonio Barluzzi, que se concluiría en 1955. Entre otros edificios, Barluzzi construyó la Capilla de la Flagelación (1927-1929), la segunda estación de la Via dolorosa (1928-1929), la Iglesia de las Bienaventuranzas en Galilea (1937–38) y la Iglesia de la Visitación (1938–40).
Esta planta superior es de una sola nave y tiene carácter festivo. La planta alta está dedicada a la glorificación de María, madre de Jesús en la historia del cristianismo. En el ábside se representa a la madre de Jesús rodeada de santos en el cielo y de los fieles en la tierra.
También se ubican cinco paneles decorativos que hacen juego con el tamaño de las ventanas grandes. Se representan un pasaje bíblico (v.gr., las bodas de Caná; cf. Evangelio de Juan 2:1-11), y hechos históricos considerados marianos por el catolicismo.
- el concilio de Éfeso en 431, que definió a María con el título de «Madre de Dios»;
- Nuestra Señora de la Misericordia, que abarca bajo su manto todo el sufrimiento humano;
- la defensa de la Inmaculada Concepción de María por Juan Duns Scoto en La Sorbona de París (se considera que fue Duns Scoto quien primero enseñó y discutió el tema de la Inmaculada Concepción en la Universidad de París, recordando el principio de Anselmo de Canterbury que Duns Scoto aplicó: «Potuit, decuit ergo fecit» - (Dios) podía hacerlo, convenía (que Dios lo hiciera), luego lo hizo-;
- la bendición del legado papal a Juan de Austria en una escena de la batalla de Lepanto, cuyo resultado fue adjudicado por el cristianismo a la intercesión de María, auxilio de los cristianos (auxilium christianorum).

## Traducciones del «Magnificat»

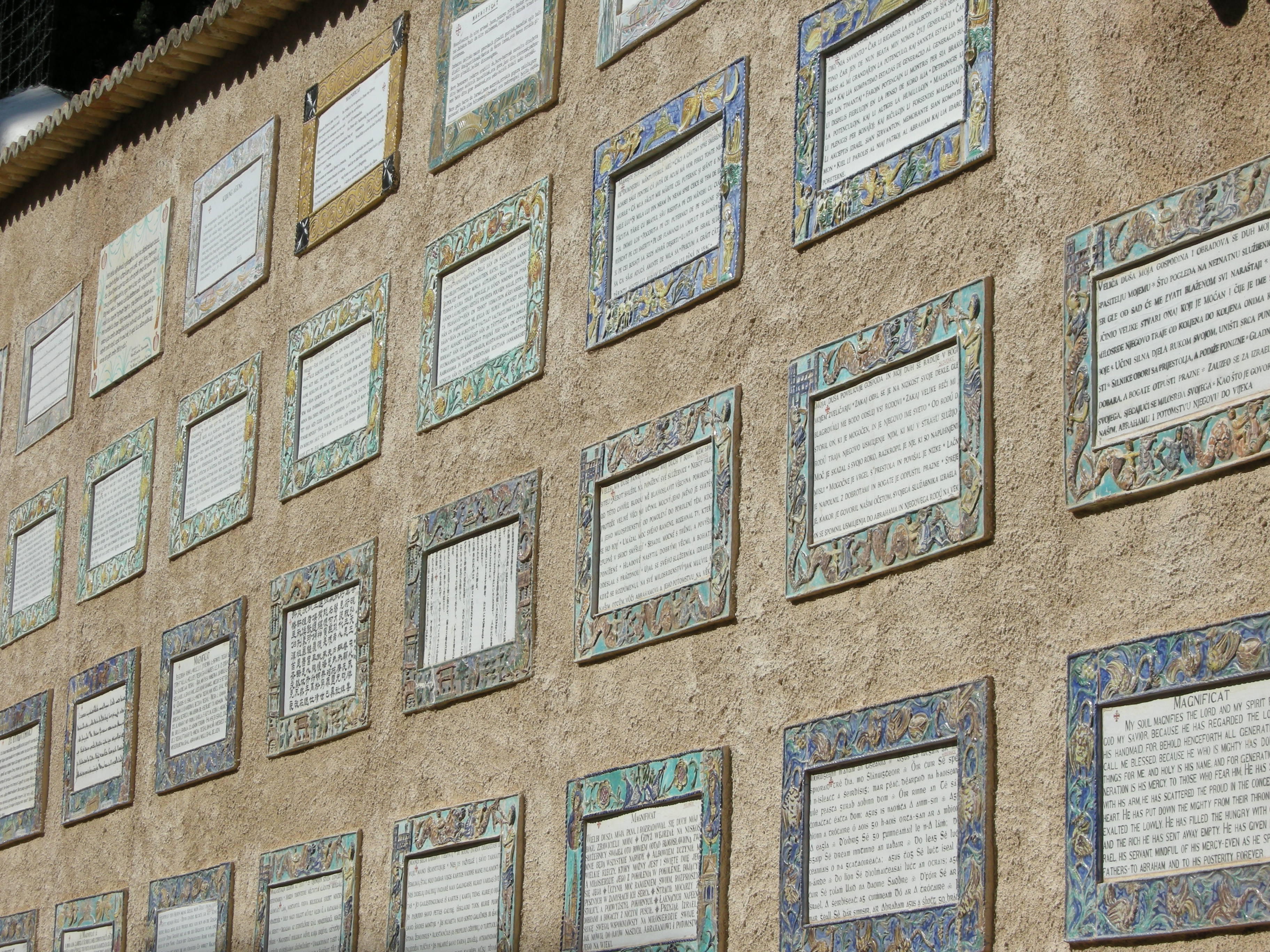
El Magnificat, traducido a una amplia variedad de idiomas, en cerámicos de la Iglesia de la Visitación.

En la pared opuesta a la fachada del santuario se observa una larga serie de traducciones del Magnificat, aplicadas como placas. En 1954, había traducciones a un total de 42 idiomas. Hoy el número de placas supera las 50.